# 반송파

반송파(搬送波, carrier signal)란 통신에서 정보의 전달을 위해 입력 신호를 변조한 전자기파(일반적으로 사인파)를 의미한다. 이러한 반송파는 일반적으로 입력 신호보다 훨씬 높은 주파수를 갖는다. 반송파를 이용하는 목적은 정보를 전자기파의 형태로 전송하거나, 또는 여러 주파수 대역에 반송파를 배분하는 주파수 분할 다중화를 통해 단일한 전송 매체를 공유(예: 케이블 텔레비전 시스템)하는 데에 있다.
반송파를 변조하는 대표적인 방식으로 주파수 변조(FM)와 진폭 변조(AM) 등이 있다. 단측파대 변조(SSB)의 경우, 반송파의 일부가 억압되거나 완전히 제거된다. 이렇게 전송된 반송파는 수신측에서 비트 주파 발진기(beat frequency oscillator)를 이용해 복원되어야 한다. 라디오나 텔레비전 방송국의 주파수는 실제로는 반송파의 중심 주파수이다.

## 같이 보기
- 주파수 분할 다중화